# Holandia na Zimowych Igrzyskach Olimpijskich Młodzieży 2012
Holandię na Zimowych Igrzyskach Olimpijskich Młodzieży 2012, które odbywały się w Innsbrucku reprezentowało 18 zawodników.

## Skład reprezentacji Holandii

### Bobsleje
Dziewczęta
| Zawodniczki                         | Konkurencja | Wyniki  | Wyniki  | Wyniki  | Wyniki  |
| Zawodniczki                         | Konkurencja | Zjazd 1 | Zjazd 2 | Łącznie | Miejsce |
| ----------------------------------- | ----------- | ------- | ------- | ------- | ------- |
| Marije van Huigenbosch Sanne Dekker | Dwójki      | 56.04   | 55.58   | 1:51.62 |         |
| Kimberley Bos Mandy Groot           | Dwójki      | 55.95   | 56.20   | 1:52.15 |         |

### Hokej na lodzie
Chłopcy
| Zawodnik    | Konkurencja                         | Kwalifikacje | Kwalifikacje | Wielki finał | Wielki finał |
| Zawodnik    | Konkurencja                         | Punkty       | Miejsce      | Punkty       | Miejsce      |
| ----------- | ----------------------------------- | ------------ | ------------ | ------------ | ------------ |
| Guus Simons | Konkurs umiejętności indywidualnych | 14           | 6 Q          | 12           | 8.           |

Dziewczęta
| Zawodniczka     | Konkurencja                         | Kwalifikacje | Kwalifikacje | Wielki finał | Wielki finał |
| Zawodniczka     | Konkurencja                         | Punkty       | Miejsce      | Punkty       | Miejsce      |
| --------------- | ----------------------------------- | ------------ | ------------ | ------------ | ------------ |
| Julie Zwarthoed | Konkurs umiejętności indywidualnych | 35           | 1 Q          | 22           |              |

### Łyżwiarstwo szybkie
Chłopcy
| Zawodnicy       | Konkurencja | Wynik   | Miejsce |
| --------------- | ----------- | ------- | ------- |
| Bastijn Boele   | 1500 m      | 2:02.28 | 5.      |
| Bastijn Boele   | 3000 m      | 4:21.02 | 8.      |
| Bastijn Boele   | Bieg masowy | 7:14.69 | 10.     |
| Peter Lenderink | 1500 m      | 2:04.04 | 11.     |
| Peter Lenderink | 3000 m      | 4:14.93 | 4.      |
| Peter Lenderink | Bieg masowy | 8:21.82 | 21.     |

Dziewczęta
| Zawodniczki        | Konkurencje | Wyścig 1 | Wyścig 2 | Razem      | Miejsce    |
| ------------------ | ----------- | -------- | -------- | ---------- | ---------- |
| Suzanne Schulting  | 500 m       | 43.96    | 43.76    | 87.72      | 4.         |
| Suzanne Schulting  | 1500 m      |          |          | 2:25.78    | 16.        |
| Suzanne Schulting  | Bieg masowy |          |          | Zdublowana | Zdublowana |
| Sanneke de Neeling | 1500 m      |          |          | 2:09.54    |            |
| Sanneke de Neeling | 3000 m      |          |          | 4:37.33    |            |
| Sanneke de Neeling | Bieg masowy |          |          | 6:01.06    |            |

### Narciarstwo alpejskie
Dziewczęta
| Zawodniczka        | Konkurencja     | Wyniki        | Wyniki        | Wyniki        | Wyniki        |
| Zawodniczka        | Konkurencja     | Runda 1       | Runda 2       | Razem         | Miejsce       |
| ------------------ | --------------- | ------------- | ------------- | ------------- | ------------- |
| Adriana Jelkinkova | Slalom          | Nie ukończyła | Nie ukończyła | Nie ukończyła | Nie ukończyła |
| Adriana Jelkinkova | Slalom gigant   | 58.34         | 58.63         | 1:56.97       | 6.            |
| Adriana Jelkinkova | Supergigant     |               |               | 1:07.22       | 13.           |
| Adriana Jelkinkova | Superkombinacja | 1:05.54       | 36.67         | 1:42.21       |               |

### Short track
Chłopcy
| Zawodnik         | Konkurencja | Ćwierćfinał  | Ćwierćfinał  | Półfinał     | Półfinał     | Finał        | Finał        |
| Zawodnik         | Konkurencja | Czas         | Miejsce      | Czas         | Miejsce      | Czas         | Miejsce      |
| ---------------- | ----------- | ------------ | ------------ | ------------ | ------------ | ------------ | ------------ |
| Josse Antonissen | 500 m       | 48.738       | 2 Q          | 1:00.507     | 5 qB         | 47.314       | 3.           |
| Josse Antonissen | 1000 m      | Nie ukończył | Nie ukończył | Nie ukończył | Nie ukończył | Nie ukończył | Nie ukończył |

Dziewczęta
| Zawodniczka | Konkurencja | Ćwierćfinał | Ćwierćfinał | Półfinał | Półfinał | Finał    | Finał   |
| Zawodniczka | Konkurencja | Czas        | Miejsce     | Czas     | Miejsce  | Czas     | Miejsce |
| ----------- | ----------- | ----------- | ----------- | -------- | -------- | -------- | ------- |
| Aafke Soet  | 500 m       | 47.770      | 2 Q         | 46.980   | 3 qB     | 48.362   | 3.      |
| Aafke Soet  | 1000 m      | 1:38.302    | 3 qCD       | 1:45.165 | 3 qD     | 1:40.885 | 1.      |

Sztafeta mieszana
| Zawodnicy                                                    | Konkurencja       | Półfinał | Półfinał | Finał    | Finał   |
| Zawodnicy                                                    | Konkurencja       | Czas     | Miejsce  | Czas     | Miejsce |
| ------------------------------------------------------------ | ----------------- | -------- | -------- | -------- | ------- |
| Drużyna E Sarah Warren Kei Saito Lin Yu-tzu Josse Antonissen | Sztafeta mieszana | 4:36.208 | 4 qB     | 4:30.383 | 3.      |
| Drużyna H Anna Gamorina Lim Hyo-jun Aafke Soet Michal Prokop | Sztafeta mieszana | 4:26.027 | 2 Q      | PEN      | PEN     |

### Skeleton
Dziewczęta
| Zawodniczka     | Konkurencja | Finał   | Finał   | Finał   | Finał   |
| Zawodniczka     | Konkurencja | Ślizg 1 | Ślizg 2 | Łącznie | Miejsce |
| --------------- | ----------- | ------- | ------- | ------- | ------- |
| Astrid Ekelmans | ślizg       | CAN     | 1:01.68 | 1:01.68 | 13.     |

### Skoki narciarskie
Chłopcy
| Zawodnik             | Konkurencja   | Runda 1   | Runda 1 | Runda 2   | Runda 2 | Razem  | Razem   |
| Zawodnik             | Konkurencja   | Odległość | Punkty  | Odległość | Punkty  | Punkty | Miejsce |
| -------------------- | ------------- | --------- | ------- | --------- | ------- | ------ | ------- |
| Oldrik van der Aalst | Indywidualnie | 65.5m     | 103.0   | 68.5m     | 112.2   | 215.2  | 11.     |

### Snowboard
Chłopcy
| Zawodnicy        | Konkurencja | Kwalifikacje | Kwalifikacje | Kwalifikacje | Półfinał | Półfinał | Półfinał | Finał   | Finał   | Finał   |
| Zawodnicy        | Konkurencja | Zjazd 1      | Zjazd 2      | Miejsce      | Zjazd 1  | Zjazd 2  | Miejsce  | Zjazd 1 | Zjazd 2 | Miejsce |
| ---------------- | ----------- | ------------ | ------------ | ------------ | -------- | -------- | -------- | ------- | ------- | ------- |
| Sean Taylor      | Halfpipe    | 34.25        | 60.50        | 7 q          | 47.00    | 67.00    | 6 Q      | 49.25   | 39.00   | 11.     |
| Jesse Augustinus | Slopestyle  | 38.50        | 61.25        | 9 Q          |          |          |          | 24.00   | 28.25   | 18.     |